# コルホーン (DD-801)
コルホーン (USS Colhoun, DD-801) は、アメリカ海軍の駆逐艦。フレッチャー級駆逐艦の一隻。艦名はエドマンド・コルホーン海軍少将に因む。その名を持つ艦としては2隻目。

## 艦歴
「コルホーン」は1943年8月3日にワシントン州シアトルのトッド・パシフィック造船所で起工した。1944年4月10日にK・K・ジョンソン大尉（陸軍婦人部隊）によって命名、進水し、1944年7月8日に艦長G・R・ウィルソン中佐の指揮下就役した。
1944年10月10日に真珠湾に到着、訓練および偵察任務に従事する。1945年2月19日、硫黄島沖に到着し、「コルホーン」は輸送船の護衛としてレーダーピケット任務、硫黄島への支援砲撃を担当した。3月1日、沿岸砲台からの砲撃が命中し、1名が死亡、16名が負傷した。サイパンでの修理後、沖縄に向けて出航し、3月31日に到着、レーダーピケット任務に就く。
沖縄戦最中の1945年4月6日、15時30分に「コルホーン」は駆逐艦「ブッシュ (USS Bush, DD-529) 」からの支援要請を受け取り、現場へ急行する。損傷を受けた「ブッシュ」と特攻機の間に対して砲撃を行い、「コルホーン」は3機を撃墜したが、特攻機は40mm砲座に突入し弾薬庫後部に爆弾を投下、爆発した。「コルホーン」は動力を保持したまま緊急操舵を行い、次の3機の攻撃に対して備え、最初の2機を撃墜したものの3機目が右舷に突入した。
特攻機の爆弾が爆発し、破壊された竜骨が両方の機関を貫通し、水線下に穴が開き油と電気系統からの火災が生じた。残された砲は手動で操作された。乗組員は新たな攻撃に直面し3機の内1機を撃墜、もう1機を破壊したが、3機目が艦の後部に突入した。この機の爆弾は艦の外に弾んで爆発したが、船体にはさらなる穴が開き、浸水が激しくなった。「コルホーン」の乗組員は浮力を保とうと努力したものの、最後の特攻機が炎上する艦橋に突入した。18時、「LCS-48」が基幹要員を除く乗組員を救助し、「コルホーン」を沖縄に曳航しようとしたが、艦の傾斜は激しく、大量の浸水と火災のため放棄が決定され、北緯 27° 16'、東経127°48' で駆逐艦「カッシン・ヤング (USS Cassin Young, DD-793) 」の砲撃により海没処分された。「コルホーン」の乗組員は32名が戦死し23名が負傷、そのうち2名がその後死亡した。
「コルホーン」は第二次世界大戦の戦功で1個の従軍星章を受章した。